# Конвой O-206
Конвой O-206 — японський конвой часів Другої світової війни, проведений у вересні 1943 року.
Конвой сформували для проведення групи суден із Рабаула (головна передова база японців на острові Нова Британія, з якої провадились операції на Соломонових островах та сході Нової Гвінеї) до Палау — важливого транспортного хабу на заході Каролінських островів.
До складу конвою увійшли транспорти «Тою-Мару», «Явата-Мару», «Муко-Мару» і «Тайан-Мару», а ескорт складався з мисливців за підводними човнами CH-18 та CH-37.
22 вересня 1943 року судна вийшли з Рабаула та попрямували на північний захід. Хоча в цей період на комунікаціях архіпелагу Бісмарка на додачу до підводних човнів починала діяти авіація союзників, проте конвой O-206 зміг безперешкодно пройти своїм маршрутом і 30 вересня 1943 року прибув до Палау.